# مردی نشسته است بر یک چهارپایه
مردی نشسته است بر یک چهارپایه نمایشنامه‌ای نوشته محمد چرمشیر است که در مجلد شاهزاده اندوه از انتشارات نیلا به‌عنوان سومین متن چاپ شده است. این اثر بازخوانی نمایشنامه ریچارد سوم اثر شکسپیر است. در این نمایشنامه راوی یک مرد است و دیگر چیزها همه از دید و زبان او روایت می‌شوند.
مردی نشسته است بر یک چهارپایه با این شرح صحنه آغاز می‌شود که «مردی نشسته است بر یک چهارپایه. طناب بلندی به گردن اوست که مهتر در حال بستن آن به میخی است که در زمین فرورفته. مهتر، کارش که به پایان می‌رسد، در برابر مرد می‌ماند و آب دهانی پیش پای او می‌اندازد. مهتر می‌رود. مرد که در سکوت، خیره، به روبه‌روی خود می‌نگرد، آرام، با پای خود آب دهان مهتر را پاک می‌کند». بدن مرد سخت زخمی و کبود است. روی زخم‌ها که دست می‌کشد از درد به خود می‌پیچد و خطاب به قاطرچی می‌گوید: «چرا هیچ کاری برای این زخم‌ها نمی‌کنی؟ می‌خوای زجرکشم کنی؟ می‌خواین منم مث شاه انگلستان سگ‌کش کنین؟... همین رو بهت گفته‌ن؟ بذارم مث ریچارد توی زخم و کثافت خودش بمیره؟ گندتون بزنن که توی همه چی کثافت کاری می‌کنین… من دیگه خسته شده‌م. از این عذاب خسته شده‌م. یه چیزی بیار و تموم کن این نکبت من رو، قاطرچی».